# Guynia annulata
Espèce
Statut CITES
Guynia annulata est une espèce de coraux appartenant à la famille des Guyniidae.